# Sellier & Bellot
A Sellier & Bellot  é uma empresa com sede em Vlašim - República Checa, fundada em 1825,  que produz e comercializa uma ampla gama de munições para armas de fogo. e desde 2009, é uma subsidiária da empresa brasileira CBC.

## Histórico

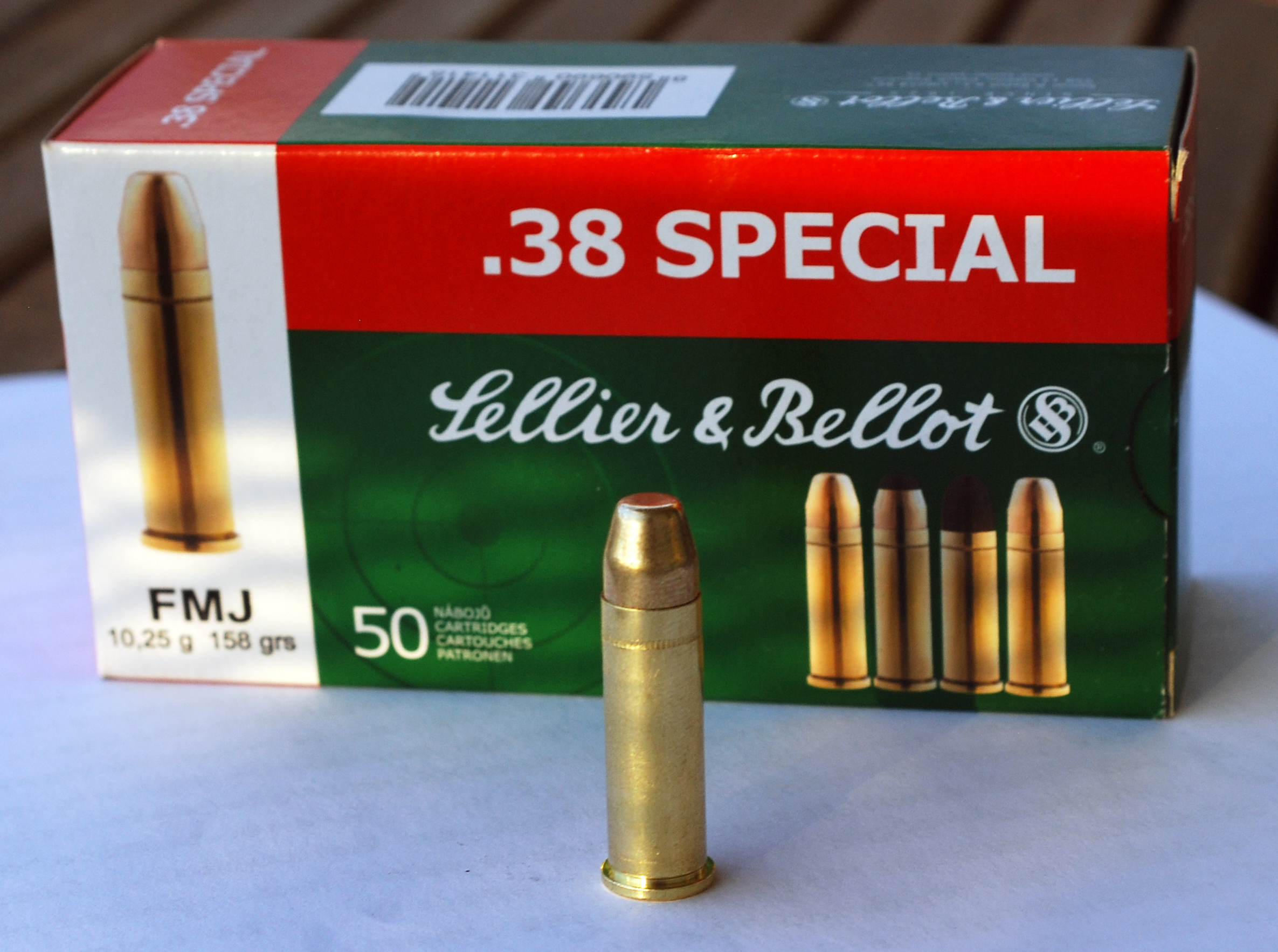
Uma caixa de munição .38 Special FMJ da Sellier & Bellot.

A Sellier & Bellot foi fundada em 5 de agosto de 1825 por um empresário alemão de origem francesa chamado Louis Sellier. Sua família era monarquista e fugira da França durante a Revolução Francesa. Louis Sellier começou a fabricar espoletas de percussão para armas de fogo de infantaria em uma fábrica em Praga, na Boêmia, a pedido de Francisco I da Áustria. Sellier logo se juntou a seu compatriota Jean Maria Nicolaus Bellot, que levou a empresa a ganhar impulso rapidamente.
Os produtos da Sellier & Bellot logo se estabeleceram nos mercados europeu e internacional. Já em 1830, a fabricação de espoletas de percussão ultrapassava os 60 milhões e atingiu o pico em 1837, com a enorme quantidade de 156 milhões de espoletas por ano.